# Safe Zone (émission)
Pour les articles homonymes, voir Safe zone.
Safe Zone est une émission web française diffusée sur YouTube et France.tv Slash, et présentée par Faustine Bollaert.
Durant une saison donnée, l'émission est diffusée le dimanche à 19 heures.

## Principe
Safe Zone est une émission où les créateurs de contenus se confient à Faustine Bollaert. Ils se livrent sur leur parcours, leur ascension, la vision de leur métier, mais aussi sur leurs histoires personnelles, leurs doutes et leurs blessures à travers des objets symboliques, photos et vidéos.

## Historique
Le 20 juin 2023, l'animatrice de l'émission Ça commence aujourd'hui – Faustine Bollaert annonce sur son Instagram la naissance de l'émission.
Le premier épisode, diffusé le 9 juillet 2023, est visionné par plus d’1,2 million de personnes en moins de 5 jours,.
À l'occasion du Youtube Festival 2023, le trophée du créateur argent – qui célèbre le cap des 100.000 abonnés, a été remis à Faustine Bollaert par Justine Ryst, directrice générale chez Youtube France.

## Distribution

### Guests

#### Saison 1 (9 juillet - 6 août 2023)
- Océane Amsler
- Juste Zoé
- Nicolas Anselmo
- Darko
- MyBetterSelf

#### Saison 2 (26 novembre - 31 décembre 2023)
- Juju Fitcats
- Joyca
- Roxane Piana
- Noholito
- Rayanlvtt

#### Saison 3 (16 juin 2024 - 21 juillet 2024)
- Marcus (Marc Geromegnace)
- Oli et Monday (Olivia Cocozza)
- Mr Boris Becker
- Mehdi Debbrah

#### Saison 4 (depuis 10 novembre 2024)
- Amixem
- Paola Locatelli
- Studio Danielle
- ZeratoR